# Reutiner Bucht
Die Reutiner Bucht ist ein mit der Verordnung vom 29. Januar 2005 des Regierungspräsidiums Schwaben ausgewiesenes Naturschutzgebiet (NSG-Nummer 700.60) am Bodensee im Gebiet der bayerischen Stadt Lindau in Deutschland (TK 50, Blatt 8524).

## Lage
Das rund 28 Hektar große Naturschutzgebiet Reutiner Bucht gehört zum Bodenseebecken (031). Es liegt östlich der Lindauer Insel und südwestlich des Stadtteils Reutin auf einer Höhe von 395 m ü. NN. Teilweise ist das Gebiet deckungsgleich mit dem FFH-Gebiet „Bodenseeufer“ (8423-301) und dem Europäischen Vogelschutzgebiet (SPA) „Bayerischer Bodensee“ (8423-401).
Am nördlichen Rand des Schutzgebiets verläuft ein Teil des Bodenseepfads: Hinweistafeln vermitteln dem Besucher Informationen zur Tier- und Pflanzenwelt sowie entsprechenden Schutzmaßnahmen.

## Schutzzweck
Gemäß der FFH-Richtlinie von 1992 sind der geschlossene Schilfröhrichtgürtel, die Kiesbänke und die Flachwasserzone des Schutzgebiets von gemeinschaftlicher Bedeutung. Wesentlicher Schutzzweck ist die Erhaltung, Entwicklung und Wiederherstellung der hier ansässigen Lebensgemeinschaft.

## Flora und Fauna

### Flora
Aus der schützenswerten Flora sind u. a. folgende Pflanzenarten zu nennen:
- Armleuchteralgen
- Bodensee-Schmiele (Deschampsia litoralis), eine Art aus der Familie der Süßgräser
- Schilfrohr (Phragmites australis), eine Art aus der Familie der Süßgräser
- Wasserschwaden-Röhricht (Glycerietum maximae), eine Art aus der Familie der Süßgräser

### Fauna
Aus der schützenswerten Fauna sind folgende Tierarten zu nennen:
- Bitterling (Rhodeus amarus), ein Fisch aus der Familie der Karpfenfische
- Dreikantmuscheln
- Groppe oder Koppe (Cottus gobio), ein Fisch aus der Familie der Groppen; Fisch des Jahres 1989 und 2006
- Haubentaucher (Podiceps cristatus); eine Vogelart aus der Familie der Lappentaucher; die Reutiner Bucht beherbergt mit bis zu 50 Brutpaaren die größte bayerische Brutkolonie des Haubentauchers
- Hecht (Esox lucius), ein Raubfisch aus der Familie der Hechte
- Höckerschwan (Cygnus olor), ein Vertreter der Entenvögel
- Reiherente (Aythya fuligula), ebenso wie die
- Tafelente (Aythya ferina), eine Vogelart aus der Familie der Entenvögel
- Teichrohrsänger oder „Rohrspatz“ (Acrocephalus scirpaceus), eine Singvogelart aus der Familie der Grasmückenartigen